# Sölve (namn)
Sölve är ett fornnordiskt mansnamn, troligen ett tidigare binamn som betyder "ljus" eller "gulblek".

## Namnsdag
- Norge: 20 juni (tillsammans med Salve och Sølvi) Sølv betyder silver på Norska och Danska.
- Sverige: Saknas, men stod 1986–1992 på den 6 augusti (tillsammans med Sixten och Säve).

## Namnstatistik

### Sverige
Den 31 december 2014 fanns det 950 män med namnet Sölve i Sverige. Av dem hade 361 namnet som tilltalsnamn.

### Norge
Sølve är i Norge brukat som förnamn av både män och kvinnor, men traditionellt sett är namnet ett mansnamn.
- I Norges folkräkning 1801 hade 10 män namnet Sølve, de flesta boende Telemark och Buskerud.
- 1900 var 8 män listade under namnet Sølve, de flesta då boende i Buskerud.
- År 2008 hade 437 män och 14 kvinnor Sølve som förstanamn.

### Island
På Island fanns det 238 män med namnet Sölvi år 2008. År 2006 fick 30 pojkar namnet Sölvi, vilket gjorde det till årets 74:e populäraste namn för nyfödda pojkar.

## Personer med namnet Sölve
- Sölve Högnesson, sagokung
- Sölve Cederstrand (1900–1954), manusförfattare och filmregissör
- Sölve Kingstedt (1932–2021), klarinettist
- Sölve Rydell (född 1939), författare
- Sölve Strand (1921–1993), kompositör och dragspelare